# Edgardo Saporetti
Edgardo Saporetti (Bagnacavallo, 13 febbraio 1865 – Bellaria, 3 ottobre 1909) è stato un pittore italiano.

## Biografia
Figlio del pittore Pietro Saporetti e di Giulia Orselli, anche lei figlia di un pittore, presumibilmente discendente del pittore Orselli Alessandro di Ravenna.
Saporetti Edgardo studiò dapprima col padre, poi a Roma con Cesare Mariani, direttore dell'Accademia di San Luca, e infine a Napoli con Domenico Morelli.
Difficoltà economiche lo costrinsero a lasciare l'Italia nel 1900 e a stabilirsi a Londra. Ritornato a Firenze nel 1903, ottenne l'incarico di professore aggiunto di pittura all'Accademia di belle arti di Firenze e la commissione di illustrare la Divina Commedia dall'editore Vittorio Alinari.
Morì nel 1909 e fu ricordato a Firenze l'anno dopo con una mostra. Un secolo dopo, nel 2010, è stato ricordato con una mostra al Museo Civico di Bagnacavallo. 

## Alcuni dipinti
- 1885: Palude ravennate
- 1886: Villa Borghese
- 1888: Autoritratto
- 1897: Ritratto della regina Margherita
- 1900: Ritratto della moglie Antonietta